# Тегея
Тегея (др.-греч. Τεγεά) — античный город, служивший экономическим и культурным центром области Тегеатида, расположенной на юго-востоке Аркадии на полуострове Пелопоннес. Во времена античности ближайшим к нему населённым пунктом была Мантинея, а в средние века, после того как оба города прекратили своё существование, между ними была основана славянская Дроболица (современный Триполис).

## История
Город основали представители местного племени под названием тегеаты (откуда и топонимика). Предводители девяти объединившихся поселений тегеатов, поклонявшихся Афине Алее, задались целью создать в районе будущего города крепость для отражения набегов воинственных спартанцев. Тегея выросла вокруг крепости благодаря пересечению здесь нескольких важнейших торговых путей полуострова, а потому стала объектом постоянным нападений спартанцев, желавших взять её под свой контроль. Несмотря на упорное сопротивление, в VI веке до н. э. Спарта покорила Тегею. Таким образом, после долгих и изнурительных войн, Тегея стала членом Пелопоннесского союза (550—371 до н. э.), позже — Аркадского, и, наконец, Ахейского. Главной достопримечательностью города во все времена был храм Афины Алеи. В 395 году до н. э. он, как и сам город, сильно пострадал от пожара, но был восстановлен в последующие годы.
После поражения Спарты в битве при Левктрах в 371 году до н. э. Тегея вновь обрела независимость. Позднее вошла в состав Римской республики, в её составе постепенно запустела и пришла в упадок в позднеантичное время. Раскопки Тегеи проводились французскими экспедициями уже в новое время. Часть местных находок античного времени находится в афинских музеях, а часть была вывезена в Рим ещё в античное время.